# Lenharrée
Lenharrée è un comune francese di 105 abitanti situato nel dipartimento della Marna nella regione del Grand Est.

## Società

### Evoluzione demografica
Abitanti censiti